# Eichelberg (Hof)
Eichelberg ist ein Gemeindeteil der kreisfreien Stadt Hof (Regierungsbezirk Oberfranken, Bayern). Eichelberg liegt in der Gemarkung Leimitz und gehört zum Stadtteil Leimitz-Jägersruh.

## Geografie
An die ehemalige Einöde erinnert heute nur noch der Eichelbergweg, der von der Enoch-Widman-Straße abzweigt und entlang des Hochschulgeländes gut einen Kilometer nordwestlich bei einem Steinbruch endet, der als Geotop ausgezeichnet ist.

## Geschichte
Eichelberg wurde in den 1870er Jahren auf dem Gemeindegebiet von Leimitz gegründet. Im Zuge der Gebietsreform in Bayern wurde Eichelberg am 1. Januar 1977 nach Hof eingemeindet.

### Einwohnerentwicklung
| Jahr      | 1871  | 1925  | 1950  | 1961  | 1970   | 1987   |
| Einwohner | 6     | 9     | 8     | 0     | 0      | *      |
| Häuser    |       | 1     | 1     | 1     |        | *      |
| Quelle    | [ 4 ] | [ 7 ] | [ 8 ] | [ 9 ] | [ 10 ] | [ 11 ] |

## Religion
Eichelberg war evangelisch-lutherisch geprägt und nach St. Michaelis (Hof) gepfarrt.